# Malcolm III di Scozia
Máel Coluim III mac Donnchada (in gaelico moderno Maol Chaluim mac Dhonnchaidh), più noto nella forma anglicizzata Malcolm III MacDuncan, soprannominato più tardi Canmore ("Testa grossa") o Long-neck ("Collo lungo") (Scozia, 26 marzo 1031 – Alnwick, 13 novembre 1093), è stato re di Scozia dal 1058 al 1093.
Figlio di Duncan I di Scozia, regnò per 35 anni. Divenne uno dei personaggi di William Shakespeare per la sua tragedia Macbeth.
Al tempo in cui regnò i confini della Scozia non erano come quelli odierni, il nord e l'ovest erano sotto il controllo dei Vichinghi e dei Gaelici. Le aree di pertinenza del regno di Scozia non avanzarono molto oltre i confini conquistati da Malcolm II di Scozia fino al XII secolo. Malcolm combatté diverse volte contro l'Inghilterra in uno scontro che poteva avere come obiettivo la conquista della Northumbria, un obiettivo che Malcolm non riuscì a raggiungere.
Il suo risultato più grande fu piuttosto quello di dare vita ad una dinastia che regnò sulla Scozia per più di mezzo secolo, anche il ruolo di fondatore di una dinastia è più che altro il frutto della "propaganda" di suo figlio Davide I di Scozia che di una vera realtà storica.

La sua seconda moglie Margherita venne santificata nel 1250, a differenza sua Malcolm non è ricordato per la sua pietà religiosa, ad eccezione infatti dell'Abbazia di Dunfermline non vi sono altri grandi luoghi di culto legati al suo nome.

## La giovinezza travagliata
Malcolm nacque il 26 marzo 1031 da Suthen e da Duncan di Scozia, tre anni dopo, nel 1034, suo padre succedette al trono alla morte di suo nonno Malcolm II di Scozia. Secondo Giovanni di Fordun, i cui resoconti sono alla base di almeno una parte del Macbeth di William Shakespeare, sua madre era una nipote di Siward, conte di Northumbria e il suo nome, Suthen, si desume dalla Cronaca dei re di Alba che le dà quel nome. Altre fonti sostengono che sia una nipote sia, eventualmente, una figlia di Siward sarebbero state troppo giovani per essere madri in quegli anni, quindi si è creduto che una delle sue sorelle, Sibyl, possa essersi vista trascritta il nome in gaelico cambiandone la grafia.

Il regno di Duncan fu corto e scarso di successi, il 15 agosto 1040 fu ucciso in battaglia da Macbeth di Scozia, che di Duncan poteva essere un secondo cugino.
Nella tragedia di Shakespeare Malcolm è rappresentato come un uomo adulto e suo padre come un vecchio, ma è molto più probabile che Duncan fosse poco sotto i quarant'anni. Malcolm stesso e suo fratello dovevano essere poco più che bambini e, nonostante i loro famigliari avessero tentato di detronizzare Macbeth nel 1045, questi continuò a governare fino al 1057 e il nonno di Malcolm Crinan di Dunkeld (morto 1045) morì nel tentativo. Poco dopo la morte di Duncan i due figli vennero mandati via per preservare la loro incolumità, il dove però è oggetto di dibattito. Malcolm, che doveva essere sui nove anni, fu probabilmente mandato in Inghilterra, mentre suo fratello più giovane venne inviato nelle Isole. Secondo Fordoun Malcolm passò gran parte del regno di Macbeth alla corte di Edoardo il Confessore, un'altra versione vuole che la loro madre li portò con sé in esilio presso Thorfinn Sigurdsson, Conte delle Orcadi, nemico di Macbeth e forse imparentato a Duncan per via di qualche matrimonio.
Nel 1054 Siward invase la Scozia nel tentativo di installare sul trono tale Máel Coluim, figlio del re dei Cumbri e spesso quest'uomo è stato identificato con Malcolm convinzione che deriva sia dalle cronache di Fourdon che da quelle di Guglielmo di Malmesbury. Guglielmo riporta che Macbeth morì in battaglia per mano di Siward, ma è appurato che invece gli sopravvisse di circa un paio d'anni, morendo nel 1057. Diversi storici ritengono che, seguendo le Anglo-Saxon Chronicle, sia plausibile che Malcolm non sia Máel Coluim e che questi sia piuttosto da identificare con qualche altro nobile, come uno dei figli Eogan II di Strathclyde re del Regno di Strathclyde e di una delle figlie di Malcolm II. Nel 1057 le cronache riportano la morte di Macbeth per mano di Malcolm che lo uccise il 15 agosto a Lumphanan nell'Aberdeenshire, al trono gli succedette il figliastro Lulach di Scozia che fu incoronato a Scone probabilmente l'8 settembre. Il regno di Lulach fu breve, intorno al 17 marzo 1058 Malcolm lo uccise presso Huntly e secondo Fourdon inaugurò il proprio regno il 25 aprile seguente.

## Il matrimonio pacificatore
Se si deve fare assegnamento sulle parole di Orderico Vitale una delle prime azioni di Malcolm come sovrano fu di scendere alla corte del Confessore nel 1059 per organizzare il proprio matrimonio con Margherita, pronipote del sovrano inglese, appena tornata dall'esilio in Ungheria. Se questo viaggio fu compiuto davvero Malcolm era il primo sovrano scozzese che andava a far visita al reale vicino in circa ottant'anni e sempre se tale accordo fu raggiunto non venne però ottemperato e questo potrebbe spiegare l'invasione scozzese della Northumbria nel 1061 quando Lindisfarne venne saccheggiata. Quello scontro potrebbe altrimenti spiegarsi come una recrudescenza delle dispute con il Regno del Cumberland, finito sotto le mani di Siward attorno al 1054 e che dal 1070 circa finì nelle mani di Malcolm.
Secondo la Saga degli uomini delle Orcadi Malcolm sposò Ingibiorg Finnsdottir, già vedova di Thorfinn Sigurdsson e figlia di Finn Arnesson (morto 1065circa). Per quanto generalmente si assuma che Ingioborg sia morta attorno al 1069 ella potrebbe essere perita diversi anni prima, forse già nel 1058. Le cronache riportano che i due ebbero un figlio, Duncan che più tardi succedette al padre, alcuni come Guglielmo di Malmesbury hanno più volte affermato che Duncan in realtà fosse illegittimo, ma paiono affermazioni infondate volte a legittimare la prole avuta dalla seconda moglie Margherita e a indebolire le pretese dei Meic Uilleim discendenti di Duncan. Esisterebbe anche un altro figlio, Domnhall, la cui morte è riportata nel 1085 e che si crede sia figlio di Ingioborg.
Il matrimonio di Malcolm e Ingioborg portò la pace all'est e al nord, la Heimskringla afferma che suo suocero era stato uno dei consiglieri di Harald III di Norvegia e che, dopo che ebbe rotto con lui, egli venne creato conte da Sweyn II di Danimarca il che avrebbe potuto essere un'ulteriore raccomandazione per quel matrimonio. Malcolm intrattenne relazioni pacifiche anche con il regno delle Isole Orcadi che governò, di fatto, insieme ai figliastri Paul ed Erlend Thorfinnsson (morti dopo il 1098), sebbene alcune cronache riportino di conflitti con la Norvegia è possibile che vi sia stato uno sbaglio di date e che siano da connettere con l'avvento al trono di Magnus III di Norvegia avvenuto nel 1093, quando Malcolm morì.

## Il secondo matrimonio
Sebbene Malcolm abbia dato asilo a Tostig del Wessex quando questi venne cacciato dalla Northumbria non si fece direttamente coinvolgere nell'infausta invasione dell'Inghilterra ad opera di Tostig ed Harald III che culminò con la loro sconfitta e morte alla Battaglia di Stamford Bridge nell'autunno 1066. Parallelamente Guglielmo il Conquistatore ascese al trono, divenendo Guglielmo I d'Inghilterra e Malcolm diede asilo alla fuggiasca Agata di Kiev, vedova di Edoardo l'esiliato, che cercò riparo in Scozia insieme alle figlie Margherita e Cristina e al figlio Edgardo Atheling. Essi giunserò lassù insieme a Gospatric, Earl di Northumbria, ma se si aspettavano un aiuto immediato dagli scozzesi dovettero rimanere delusi. Nel 1069 Edgardo tornò in Inghilterra per unirsi a una ribellione che si stava spargendo nel nord, Guglielmo entro la fine dell'anno sottomise sia Gospatric che Waltheof, conte di Northumbria, figlio di Siward, ma l'arrivo di Sweyn II sembrò destinato a far rimanere debole la posizione di Guglielmo al nord.
Malcolm decise di scendere in guerra, portò i propri uomini in Cumbria, passò i Monti Pennini e devastò Teesdale e Cleveland, per poi dirigersi all'Abbazia di Wearmouth-Jarrow. Lì doveva trovarsi con Edgardo e la sua famiglia, ma essi non si fecero vedere e Malcolm tornò a casa, la rappresaglia di Guglielmo non si fece attendere, egli mandò Gospatric a razziare la Cumbria e in cambio gli scozzesi razziarono la Northumbria, dove Gospatric aveva la massima concentrazione di proprietà. Più avanti, sempre in quell'anno, Edgardo, forse mentre cercava di raggiungere l'Europa approdò sulle coste scozzesi e lì rimase ed entro la fine del 1070 Malcolm sposò sua sorella Margherita che in futuro sarebbe stata ricordata come Santa Margherita di Scozia.
I nomi che vennero imposti ai loro figli furono in contrasto con quelli tradizionali dei regnanti scozzesi come Malcolm, Cináed ed Áed. La scelta di chiamare il loro primogenito Edward, come suo padre Edoardo l'esiliato e il secondo Edmund come il nonno materno Edmondo II d'Inghilterra ed Ethelred per il terzogenito come il bisnonno materno Etelredo II d'Inghilterra ed infine Edgar che venne imposto al quartogenito in onore dello zio che era stato a un soffio da divenire re non passò certo inosservato in Inghilterra dove la stretta sul potere di Guglielmo era ancora debole. Gli altri maschi vennero chiamati Alexander, forse per via di Alessandro Magno o Papa Alessandro III e David, il cui richiamo al biblico re Davide non è oscuro, e non è chiaro se fu perché Malcolm e Margherita erano consapevoli che detronizzare Guglielmo non sarebbe stato facile o perché ripercorrendo i passi dei re anglosassoni i nomi erano destinati a ripetersi. Dalle loro nozze nacquero anche due figlie, Maud e Mary che sposò Eustachio III di Boulogne.
Nel 1072 Guglielmo il Conquistatore, che con la devastazione dell'Inghilterra settentrionale aveva rafforzato la propria posizione, marciò verso nord con un esercito e una flotta e incontrò Malcolm ad Abernethy dove firmarono l'omonimo trattato. Secondo la Cronaca anglosassone, Malcolm gli si sottomise consegnandoli il figlio Duncan come ostaggio e dispose una pace fra i loro due regni. Il riconoscimento della superiorità del sovrano inglese su quello scozzese era un'azione già tentata invano in passato da altri monarchi, e anche in questo caso non ebbe risultato. La sottomissione non impedì a Malcolm di attaccare la Northumbria il che portò ad altri problemi che culminarono con la morte del vescovo William Walcher a Gateshead nel 1080. Nello stesso anno Guglielmo mandò suo figlio Roberto II di Normandia e suo fratello Oddone di Bayeux perché comandassero una spedizione punitiva contro gli scozzesi, ne seguì un'altra pace questa volta rispettata per circa un decennio.

## La morte in battaglia
Nel 1087 Guglielmo morì e al trono succedette il suo terzogenito Guglielmo II d'Inghilterra, al primogenito Roberto era andata la Normandia, ma questo non lo dissuase dal tentare di conquistare anche la corona inglese. Nelle ribellioni che ne seguirono Malcolm si mantenne sostanzialmente neutrale, finché al cognato Edgardo nel 1091 vennero confiscate le terre e dovette rifugiarsi in Scozia. Nel mese di maggio Malcom marciò verso sud con l'intento di assediare Newcastle upon Tyne costruita nel 1080 da Roberto II di Normandia nel tentativo, apparentemente, di spostare i propri confini a sud dal fiume Tweed al Tees. La minaccia fu sufficiente perché Guglielmo II tornasse dalla Normandia dove stava combattendo contro il fratello, in settembre, quando seppe che l'esercito inglese si stava avvicinando Malcolm tornò sui propri passi tallonato dagli inglesi. Benché questa volta egli fosse più pronto alla lotta, una pace venne messa in piedi da Roberto II e da Edgardo e Malcolm dovette, di nuovo, sottomettersi al sovrano inglese.
Nel 1092 la tregua si ruppe di nuovo, supponendo che gli scozzesi controllassero la gran parte della Cumbria odierna, si crede che il casus belli sia stato creato dalla costruzione del Carlisle Castle e dall'installazione nelle sue vicinanze di un buon numero di contadini inglesi. Altri ritengono che gli scozzesi non governassero l'attuale Cumbria e che il motivo del dissenso fosse piuttosto da ricercare nelle proprietà che Guglielmo aveva dato a Malcolm nel 1072. Sia come sia Malcolm scrisse a Guglielmo II che acconsentì a un incontro e il primo arrivò sino a Gloucester fermandosi all'abbazia di Wilton per incontrare la figlia Maud e sua cognata Cristina. Quando arrivò il 24 agosto 1093 Malcolm seppe che Guglielmo II non intendeva negoziare, insistendo invece perché la questione venisse sottoposta al giudizio dei baroni inglesi, Malcolm rifiutò e tornò in patria. Nel viaggio Malcolm era accompagnato dai figli Edward, Duncan ed Edgard. Durante il ritorno a casa i quattro caddero in un'imboscata tesa da Roberto di Mowbray, le cui terre in Northumbria erano state devastate, presso Alnwick, quel che ne seguì viene ricordata come la battaglia di Alnwick combattuta il 13 novembre 1093. Malcolm e il primogenito Edward caddero in battaglia e pochi giorni dopo anche Margherita morì.

## Matrimoni e discendenza
Malcolm ebbe dalla sua prima sposa Ingibiorg Finnsdottir:
- Duncan, succedette al padre come re di Scozia con il nome di Duncan II;
- Donald, (†1085);
- Malcolm.

Dalla seconda moglie Margaret ebbe otto figli, sei maschi e due femmine:
- Edoardo, ucciso assieme al padre nel 1093;
- Edmondo (dopo il 1070 - dopo il 1097), del quale compare il nome in alcuni elenchi di re di Scozia ma non esistono prove storiche che egli sia divenuto re; è venerato come santo dalla Chiesa cattolica;
- Etelredo, abate di Dunkeld;
- Edgar, re di Scozia dal 1097 al 1107;
- Alessandro, re di Scozia come Alessandro I, detto il feroce, dal 1107 al 1124;
- Davide re di Scozia come Davide I dal 1124 al 1153;
- Matilde (o Edith), divenuta regina consorte d'Inghilterra in quanto andata sposa nel 1100 ad Enrico I d'Inghilterra; è venerata come santa dalla Chiesa cattolica;
- Maria (1082–1116), andata sposa ad Eustachio III di Boulogne

## Ascendenza
|                       |   |                      | Genitori             |  |  | Nonni |  |  | Bisnonni |  |  | Trisnonni |  |
|                       |   |                      |                      |  |  |       |  |  | …        |  |  | …         |  |
|                       |   |                      |                      |  |  |       |  |  | …        |  |  | …         |  |
|                       |   | …                    |                      |  |  |       |  |  | …        |  |  |           |  |
| Crinán di Dunkeld     |   |                      |                      |  |  |       |  |  | …        |  |  |           |  |
|                       |   | …                    | …                    |  |  |       |  |  |          |  |  |           |  |
|                       |   | …                    | …                    |  |  |       |  |  |          |  |  |           |  |
|                       |   | …                    | …                    |  |  |       |  |  |          |  |  |           |  |
| Duncan I di Scozia    |   | …                    |                      |  |  |       |  |  |          |  |  |           |  |
|                       |   | Malcolm II di Scozia | Kenneth II di Scozia |  |  |       |  |  |          |  |  |           |  |
|                       |   | Malcolm II di Scozia | Kenneth II di Scozia |  |  |       |  |  |          |  |  |           |  |
|                       |   | Malcolm II di Scozia | …                    |  |  |       |  |  |          |  |  |           |  |
| Bethóc di Scozia      |   | Malcolm II di Scozia |                      |  |  |       |  |  |          |  |  |           |  |
|                       |   | …                    | …                    |  |  |       |  |  |          |  |  |           |  |
|                       |   | …                    | …                    |  |  |       |  |  |          |  |  |           |  |
|                       |   | …                    | …                    |  |  |       |  |  |          |  |  |           |  |
| Malcolm III di Scozia |   | …                    |                      |  |  |       |  |  |          |  |  |           |  |
|                       | … | …                    |                      |  |  |       |  |  |          |  |  |           |  |
|                       | … | …                    |                      |  |  |       |  |  |          |  |  |           |  |
|                       | … | …                    |                      |  |  |       |  |  |          |  |  |           |  |
| …                     | … |                      |                      |  |  |       |  |  |          |  |  |           |  |
|                       |   | …                    | …                    |  |  |       |  |  |          |  |  |           |  |
|                       |   | …                    | …                    |  |  |       |  |  |          |  |  |           |  |
|                       |   | …                    | …                    |  |  |       |  |  |          |  |  |           |  |
| Suthen                |   | …                    |                      |  |  |       |  |  |          |  |  |           |  |
|                       |   | …                    | …                    |  |  |       |  |  |          |  |  |           |  |
|                       |   | …                    | …                    |  |  |       |  |  |          |  |  |           |  |
|                       |   | …                    | …                    |  |  |       |  |  |          |  |  |           |  |
| …                     |   | …                    |                      |  |  |       |  |  |          |  |  |           |  |
|                       |   | …                    | …                    |  |  |       |  |  |          |  |  |           |  |
|                       |   | …                    | …                    |  |  |       |  |  |          |  |  |           |  |
|                       |   | …                    | …                    |  |  |       |  |  |          |  |  |           |  |
|                       |   | …                    |                      |  |  |       |  |  |          |  |  |           |  |